# Marmota olympus
La marmota olímpica (Marmota olympus) es una especie de mamífero roedor de la familia Sciuridae. Se encuentra sólo en el estado de Washington de Estados Unidos, en las elevaciones medias de la península Olímpica. Los parientes más cercanos de esta especie son la marmota canosa (M. caligata) y la marmota de Vancouver (M. vancouverensis). En 2009 fue declarado el mamífero endémico oficial de Washington.
Esta marmota tiene el peso aproximado de un gato doméstico, pesando generalmente 8 kg (18 lb) en verano. La especie muestra el mayor dimorfismo sexual encontrado hasta el momento en marmotas, con machos adultos que pesan en promedio un 23% más que las hembras. Puede ser identificada por su cabeza ancha, orejas y ojos pequeños, piernas apachurradas y una larga y espesa cola. Sus garras afiladas y redondeadas le ayudan a cavar madrigueras. El color de su pelaje cambia con la estación y con la edad, pero el pelaje de una marmota adulta es marrón por todas partes con pequeñas áreas más blancas la mayor parte del año.
La dieta de la marmota olímpica consiste principalmente en una variedad de flora de prado, incluyendo hierbas secas, que también utiliza para el lecho de sus madrigueras. Es presa de varios mamíferos terrestres y aves de presa, pero su principal depredador es el coyote. La marmota olímpica está catalogada como una especie de menor preocupación en la Lista Roja de la IUCN. Está protegida por ley en el Parque nacional Olympic, el cual contiene la mayoría de su hábitat.
Las madrigueras de esta marmota están hechas en colonias, que se encuentran en distintas ubicaciones de montaña y difieren en tamaño. Una colonia puede contener pocas marmotas, una familia de ellas o familias múltiples con hasta 40 marmotas. Las marmotas olímpicas son animales muy sociables que suelen jugar y pelear entre ellos, y cuentan con cuatro pitidos diferentes para comunicarse. Durante el principio de su hibernación, en septiembre, caen en un sueño profundo y no comen, lo que hace que pierdan hasta la mitad de su masa corporal. Los adultos emergen en mayo y los jóvenes en junio. Las marmotas hembra alcanzan la madurez sexual a los tres años, y tienen una camada de entre 1 y 6 crías por cada estación de apareamiento.

## Taxonomía

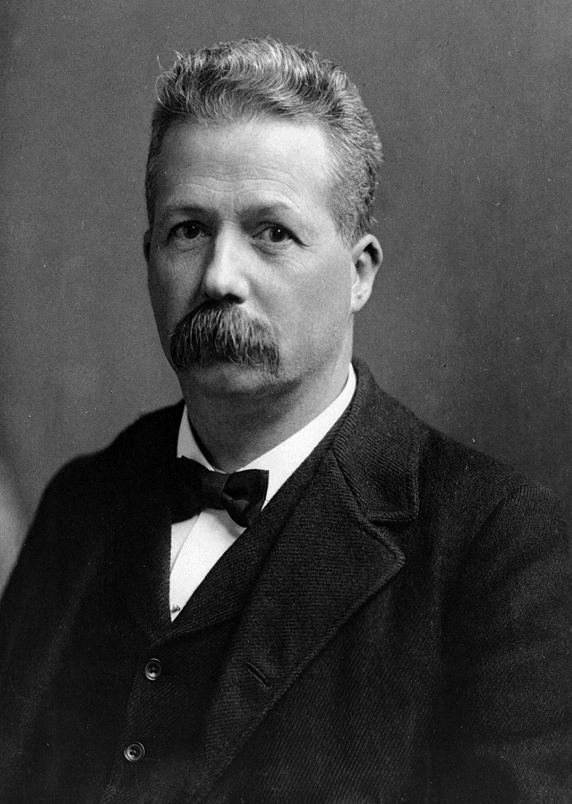
Clinton Hart Merriam, la primera persona en describir la marmota Olímpica

El zoólogo y etnógrafo Clinton Hart Merriam fue el primero en describir a la marmota olímpica en 1898, cuando él y Vernon Orlando Bailey recogieron en el río Sol Duc un espécimen de Arctomys olympus. El nombre de especie olympus (olímpico en griego) le dio porque es nativa de la Península Olímpica. La especie ahora está clasificada con todas las otras marmotas en el genus Marmota. El zoólogo R. L. Rausch clasificó a la marmota olímpica como la subespecie olympus de Marmota marmota (incluía todas las marmotas norteamericanas en esta especie, la cual ahora sólo incluye la marmota alpina de Eurasia) en 1953, pero normalmente ha sido tratada como especie distinta, una clasificación apoyada por los estudios taxonómicos según las revisiones que iniciaron el zoólogo Robert S. Hoffmann y sus colegas en 1979.
Dentro de Marmota, la marmota olímpica está agrupada con especies como la marmota canosa (M. caligata) dentro del subgénero Petromarmota. Entre esta agrupación, los análisis del ADN mitocondrial sugieren que la marmota olímpica podría ser la especie más basal.  Se cree que la marmota olímpica se ha originado durante el último periodo glacial, como un relicto aislado de la población de la marmota canosa, en las regiones más calurosas. La marmota olímpica se desvía del tipo de marmotas Petromarmota en la forma y medida grande de su mandíbula (maxilar), en diferencias de la región dorsal (posterior), y la posesión de 40 cromosomas en vez de 42, características todas ellas propias del subgénero Marmota. Algunas de las diferencias del maxilar de la marmota olímpica con el subgénero tipo Petramarmota son también evidentes en la marmota de Vancouver (M. vancouverensis), la cual evolucionó por separado, pero también aparece a una distancia restringida con una población pequeña.

## Descripción

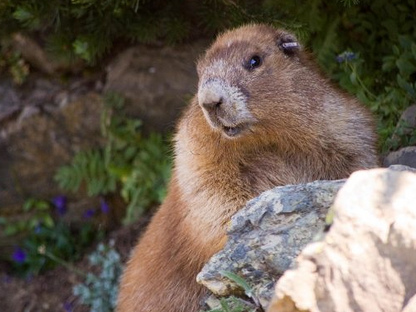
Los característicos retazos de pelo más claro de la marmota olímpica en verano.

La cabeza de la marmota olímpica es ancha con orejas y ojos pequeños; el cuerpo es rechoncho con piernas apachurradas y tiene unas garras afiladas redondeadas que le facilitan cavar; la cola es espesa y mide de 18 a 24 cm (7,1 a 9,4) de largo. La marmota olímpica es del tamaño de un gato doméstico; los adultos pesan de 3,1 a 11 kg (6,8 a 24,3 lb) y mide de 67 a 75 cm (26 a 30), con un promedio de 71 cm (28 lb). Es la marmota más grande, aproximadamente 7% más larga que la marmota canosa y la marmota de Vancouver. Esta especie tiene el dimorfismo sexual más pronunciado entre las marmotas, con machos adultos que pesan en promedio 9,3 kg (21 lb) y hembras adultas que pesan 7,1 kg (16 lb).
La marmota olímpica tiene una doble capa de pelo que consta de una blanda y gruesa pelusa para el calor, y cabellos exteriores más toscos. En las marmotas juveniles la piel es de color gris oscuro; estos cambian en el segundo año de vida a gris amarronado con parches más claros. El pelaje de los adultos es marrón en el cuerpo con algunas zonas blancas más pequeño partes marrones pálidas para la mayoría del año, deviniendo más oscuro en general, con el progreso del año. La primera muda del año ocurre en junio, comenzando con dos remiendos negros de piel formándose detrás de los hombros. Esta coloración negra se extiende al resto del cuerpo, y para el pelaje es casi totalmente negro. Una segunda muda se lleva a cano durante la hibernación, y al acabar la hibernación en primavera las marmotas olímpicas pueden ser bronceadas o amarillentas. El morro de la marmota olímpica es casi siempre blanco, con una banda blanca delante de los ojos.
La marmota olímpica puede distinguirse fácilmente de la marmota canosa, con la que comparte varios rasgos físicos, por la carencia de contrastantes pies negros y una zona negra en la cabeza. La marmota de Vancouver tiene un color de pelo similar al chocolate marrón con partes blancas.

## Distribución y hábitat

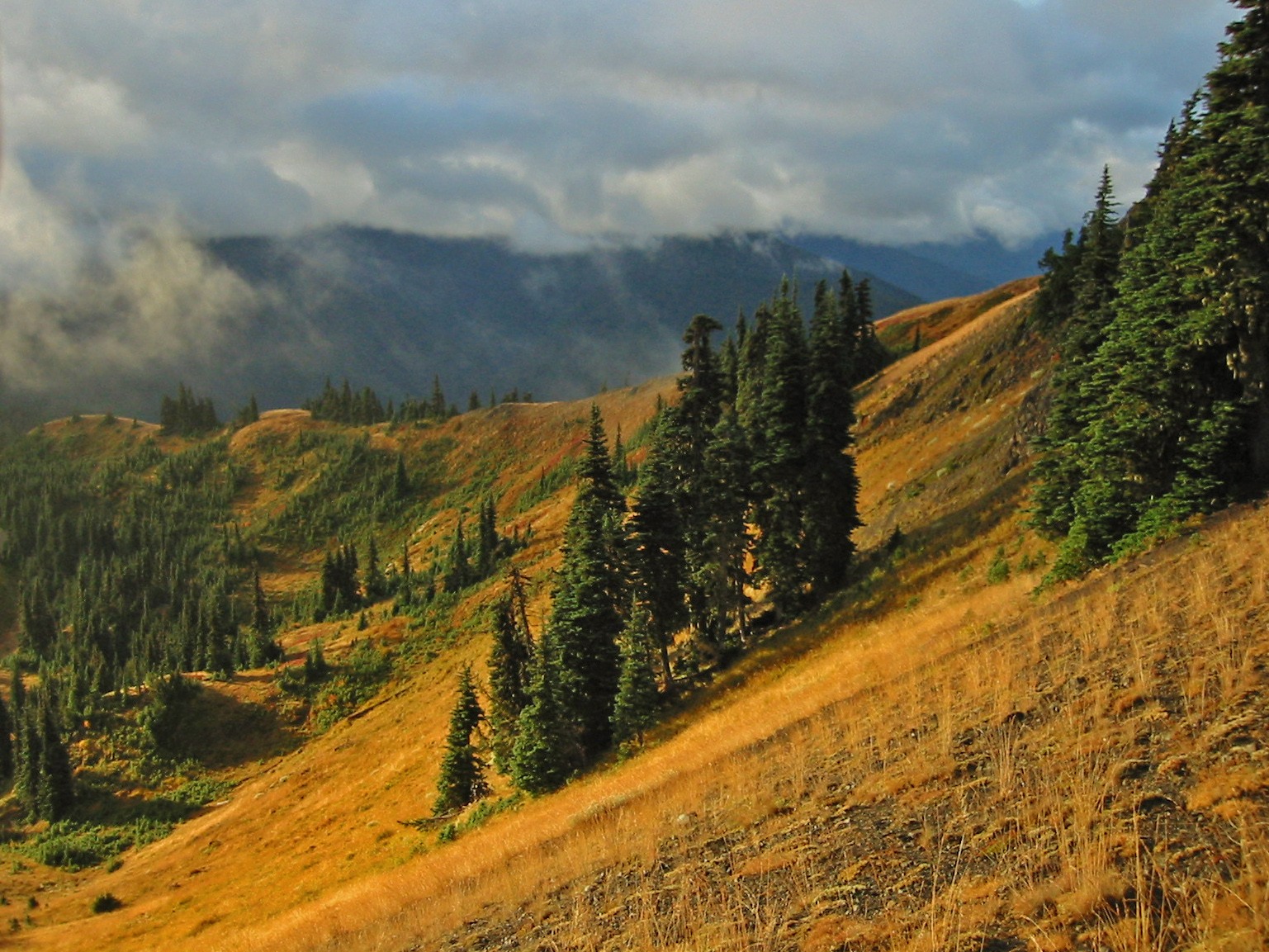
Típico hábitat de la marmota olímpica: una pendiente del Hurricane Ridge en el Parque Nacional Olímpico

Las marmotas olímpicas son nativas de las Montañas Olímpicas en la Península Olímpica del estado de Washington. Aproximadamente el 90% de las marmotas olímpicas tienen su hábitat localizado en el Parque Nacional Olímpico, donde son a menudo visibles, especialmente encima del Hurricane Ridge. Las marmotas están en decadencia en algunas áreas del parque debido a la invasión de árboles en los prados así como la depredación por parte de los coyotes, y rara vez son vistas en el suroeste.
Dentro del parque, las marmotas olímpicas habitan exuberantes prados sub-alpinos, campos y pendientes de montañas. Viven en colonias extendidas, en varias ubicaciones de las montañas que contienen las madrigueras de varias familias. El número de familias de marmota por madriguera difiere. Algunos prados pueden contener pocas marmotas, y algunos pueden tener familias múltiples que incluyan hasta 40 marmotas totales. Hay un riesgo más alto de endogamia y muerte de acontecimientos aleatorios en prados con menos marmotas, haciendo la migración esencial para la supervivencia de la especie. Las madrigueras se pueden encontradar en varias elevaciones, variando de 920 m (3,020 ft) a 1,990 m (6,530 ft); son más a menudo encontradas en el intervalo de 1,500 m (4,900 ft) a 1,750 m (5,740 ft). Las madrigueras están más frecuentemente ubicadas en pendientes orientadas hacia el sur, las cuales reciben generalmente más precipitación, 75 cm (30 pulgadas) por año (mayoritariamente nieve), y tienen por lo tanto más áreas verdes. La extensión del hogar de una familia de marmotas normalmente cubre de uno a cinco acres (0.2–2 hectáreas). La marmota olímpica está bien adaptada a su hábitat natural generalmente frío, donde hay nevadas casi cada mes del año en las pendientes de montaña y praderas estériles.

## Ecología

### Alimentación

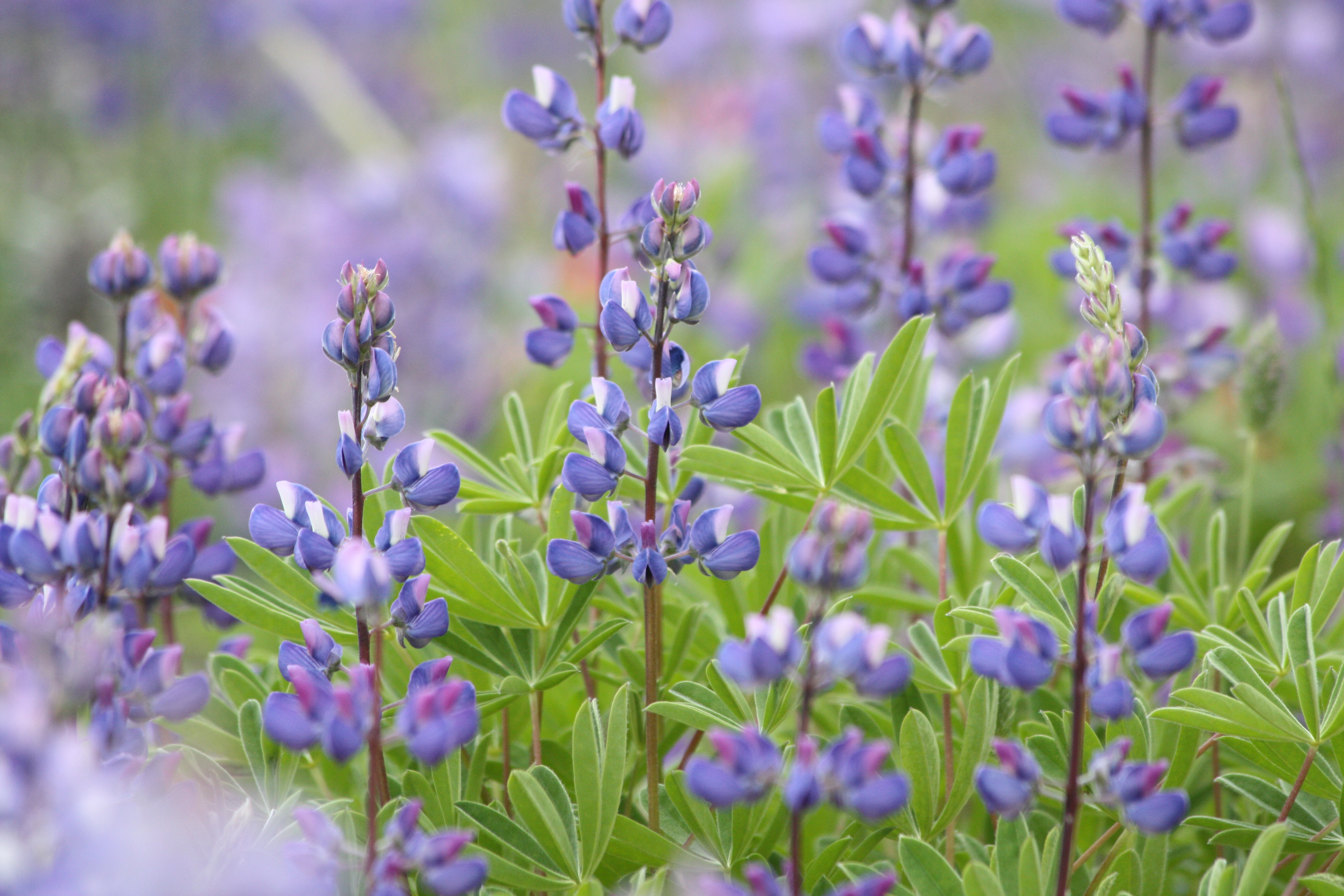
Lupinos, una parte importante de la dieta de la marmota olímpica, cercano al Hurricane Ridge

Las marmotas olímpicas se alimentan de la flora de prado, los lirios de avalancha y los lirios de glaciar, flores de brezo, lupinos subalpinos, alforfón de montaña, campánulas, ciperáceas y musgos. Para las marmotas, las plantas que florecieron verdes y tiernas son mejores que otras fuentes de alimento, pero las raíces constituyen una gran parte de su dieta en la primavera temprana, cuando otras plantas aún no han aparecido. Durante mayo y junio, pueden recurrir a roer árboles para alimentarse. Ocasionalmente pueden comer frutas e insectos. Sus requisitos de agua son satisfechos por el jugo de la vegetación que comen y el rocío de la superficie de las plantas.
Al cubrirse la vegetación de nieve, las marmotas pasan a tener una dieta más carnívora, consumiendo la carroña encontrada mientras cavan para buscar raíces y, posiblemente, matando ardillas que estén hibernando. En este tiempo, también obtienen agua de nieve fundida. Al hibernar, las marmotas olímpicas no guardan comida en sus madrigueras; en cambio, acumulan grasa antes de la hibernación y pueden doblar su peso corporal para sobrevivir ocho meses sin comer.

### Depredación

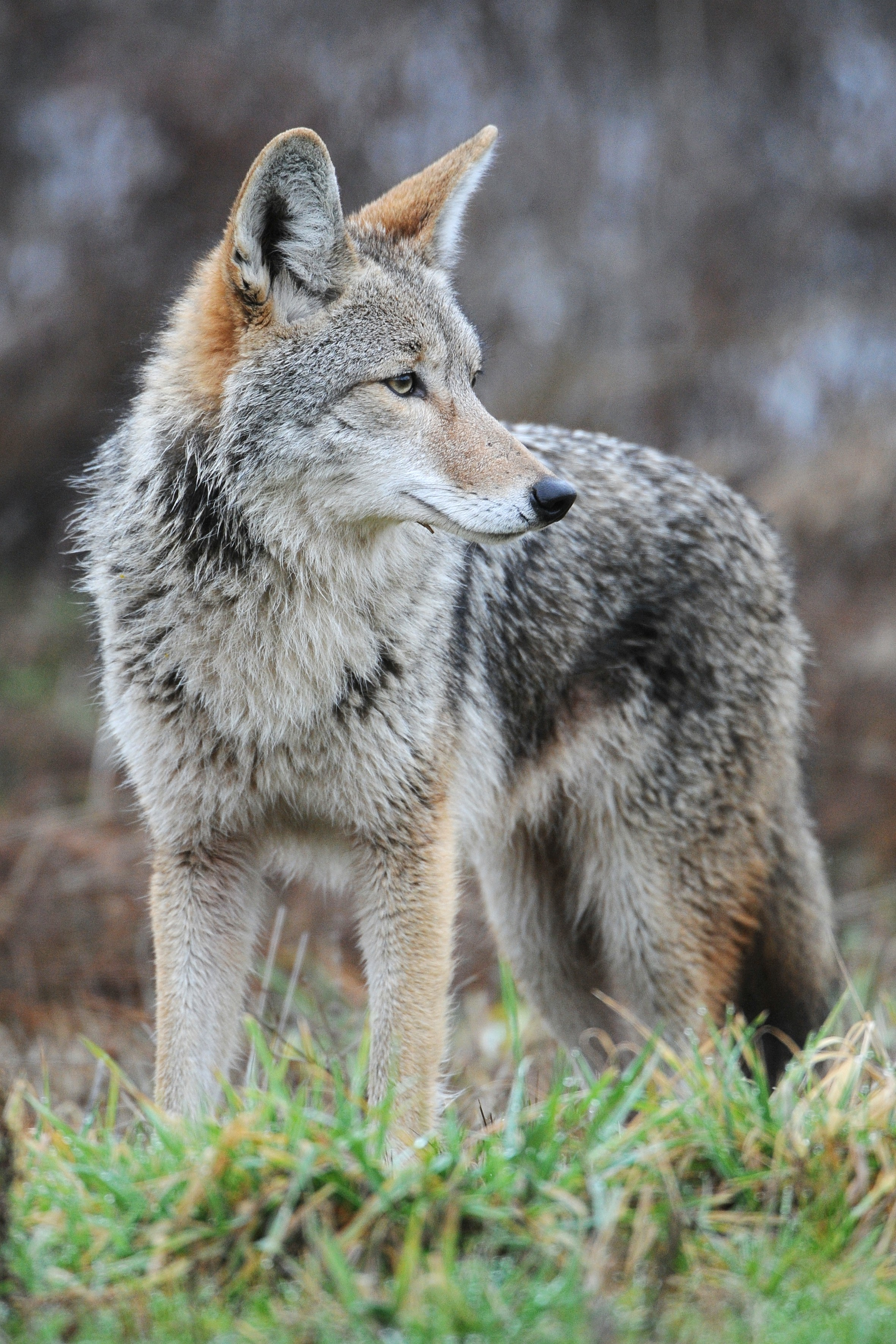
El coyote es el principal depredador de la marmota olímpica

Los depredadores de la marmota olímpica son mayoritariamente mamíferos terrestres como coyotes, pumas, y linces; aun así, también es acechada por aves rapaces como las águilas doradas. El oso negro rara vez ataca a las marmotas y su presencia cercana no suele generar llamados de alarma, a no ser que el oso se acerque hasta 6 m (20 ft) de la colonia. El coyote es el depredador primario y los estudios han mostrado que las marmotas conforman aproximadamente 20% de la dieta de los coyotes durante los meses de verano. Durante un estudio en las Montañas Olímpicas, 36 coyotes caídos fueron recogidos y el estómago de dos de ellos contenía pelos de marmota.
Al igual que las otras marmotas, las marmotas olímpicas utilizan el trino como una llamada de alarma para alertar otras marmotas de la presencia de depredadores. Cuando las llamadas de alarma continúan significa que el depredador está cerca, y eso aumenta la guardia en las marmotas; una sola llamada de alarma ocasiona que las marmotas miren curiosamente miren curiosamente alrededor en busca de un depredador. Los avistamientos de depredadores terrestres, coyotes en particular, generan más llamadas de alarma que los aéreos. La marta pescadora es vista como depredador por las marmotas olímpicas, provocando llamadas de alarma cuando pasan a lo largo de una colonia. Lo que también ha sido observado es que estos trinos pueden ser utilizados como mecanismo para burlar y frustrar depredadores. Un comportamiento adicional que ocurre cuando una marmota es molestada o puesta nerviosa por un depredador es aquel en que retrae el labio superior para mostrar su incisivos superiores, lo que supone casi como un saludo para os depredadores.
Durante un estudio de David P. Barash se informó que cuando cazan marmotas olímpicas como presa, los coyotes y los pumas se acercan a la marmota a un distancia de aproximadamente 15 m (49 ft), avanzan hasta un abeto alpino cercano a la víctima, y persiguen entonces a la marmota cuesta abajo hacía su colonia. Si la marmota es capaz de huir a una madriguera y producir una llamada de alarma, otras marmotas se escabullen a sus madrigueras por su seguridad.  Pero el depredador no se detiene aquí: normalmente es persistente y permanecerá cerca de la entrada para intentar cazar a su presa cavando desde el exterior. Minutos más tarde, cuando una marmota de una madriguera cercana sale fuera para ver si el depredador se ha ido ya, a veces suena otra llamada de alarma que convoca al depredador a su madriguera. Se zambulle hacia atrás bajo tierra y el depredador normalmente queda frustrado por la continuación de estas llamadas de alarma que lo obligan a correr de madriguera en madriguera, agotándolo hasta que finalmente decide darse por vencido.
Los personas del Parque Nacional Olímpico no cazan marmotas, sino sencillamente las observan, que no constituye una amenaza. Cuándo los investigadores se adentran en las colonias para observar su comportamiento, las familias que viven en madrigueras de esa zona, inicialmente articulan llamadas, mostrando sorpresa, pero más tarde se ajustan a la presencia de humanos, permitiendo que los estudios preocedan.
Los ectoparásitos de la marmota olímpica son el cestoda Diandrya composita y las pulgas de la familia Oropsylla.

## Comportamiento

### Colonias

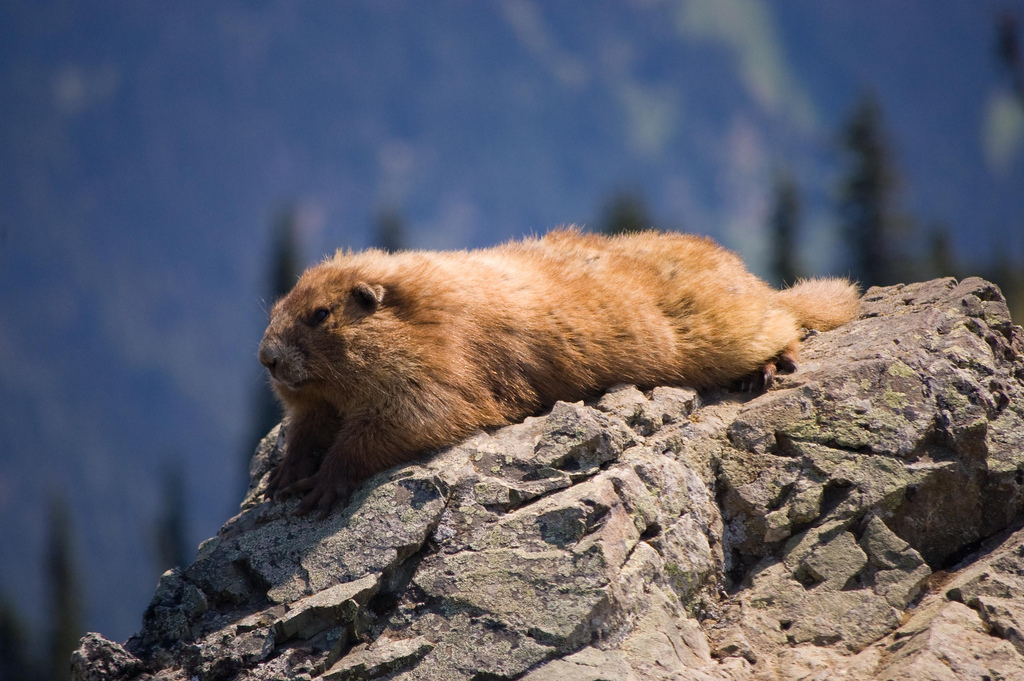
Marmota olímpica tomando un baño de sol en el Hurricane Ridge.

Las marmotas olímpicas son animales gregarios y excavadores, que viven en colonias y contienen generalmente múltiples madrigueras. Las actividades varían con el clima, momento del día y estación del año; a causa de la lluvia y la niebla durante junio, julio, y agosto, las marmotas permanecen la mayoría del día dentro de sus madrigueras, y buscan alimentos mayoritariamente por la mañana y la noche. En entre este tiempo, las marmotas olímpicas a veces pueden ser encontradas en grupos, acostadas en rocas donde toman sol para calentarse, aseándose entre sí, jugando, chillando y alimentándose. Las madrigueras son estructuras multipropósito, utilizadas para la hibernación, protección del mal clima y depredadores, y para la crianza de los recién nacidos.
Una colonia típica de marmotas consta de un macho, de dos a tres hembras, y sus crías, a veces viviendo en grupos de más de una docena; la estancia de marmotas jóvenes con su familia dura al menos dos años, así que una madriguera es a menudo la casa de una camada recientemente nacida y una camada de dos años. Las marmotas raramente se mueven a otras colonias con la excepción de adultos jóvenes de dos a tres años, los cuales pueden dejar la colonia de casa para formar una nueva una nueva en otro lugar; las hembras solo se mueven entre unos cuantos metros a cien, aunque los machos a menudo se mueven varios kilómetros fuera de su madriguera de nacimiento.
Una colonia puede tener un subordinado o macho "acólito", más pequeño y más joven que el macho de colonia, quien puede reemplazar al macho dominante si este muere. El macho acólito vive en una madriguera separada entre 55 y 150 m  del resto de la colonia. Después de la hibernación, si el macho acólito y el macho de colonia se quedan viviendo en la misma colonia, el macho de colonia dominante puede perseguir al acólito por los alrededores varias veces al día. El área de alimentación del macho acólito está limitada a espacios lejanos al resto de las marmotas de la colonia, y tiene que quedarse fuera de las otras madrigueras mientras el macho de colonia este cerca. Aunque el macho acólito no se acerque a las otras marmotas de la colonia, estos a veces se pasean por encima de la madriguera del macho acólito, a menudo dos veces por hora. Mientras más tiempo haya pasado desde la hibernación, los machos se mostrarán menos hostiles hacia cada otro, disminuyendo el número de persecuciones y evitamientos. La competición entre los machos se acaba cuando la estación reproductiva llega a su fin. La disminución del comportamiento hostil es solo temporal, ya que cuando el macho acólito es asignado a su estado de subordinado otra vez llegada la primavera siguiente, el ritual empieza otra vez.

### Comunicación
Al saludarse, estos animales muy sociables normalmente hacen contacto de nariz con nariz, o nariz con mejilla; en rituales de cortejo pueden entrecerrar los dientes y morderse mutuamente orejas y cuellos. También pueden comprometerse a jugar y luchar, acciones en la que dos marmotas empujan la una a la otra con sus patas; este juego de lucha es más agresivo entre marmotas más viejas. En luchas que se han observado durante un estudio, sólo aproximadamente 10% de las luchas tuvieron claros resultados.
Cuándo se comunican vocalmente, tienen cuatro tipos diferentes de silbidos, difiriendo de sus parientes cercanos, como las marmota canosa y la marmota de Vancouver. Los pitidos de la marmota Olímpica incluyen llamadas llanas, llamadas ascendentes, descendentes, y trinos; todo de estos es en un rango de frecuencias pequeño, de aproximadamente 2,700 Hz. Las llamadas llanas, ascendentes y descendentes son más a menudo expresadas solas. La llamada ascendente tiene una duración de medio segundo, empezando con un chillido de una nota y acabando con un "chip" en una nota más alta; es a menudo utilizado como una angustia o un aviso a un familiar de olores y ruidos. Estos mismos "yips" son oídos cuándo las Marmotas Olímpicas están luchando o jugando, junto con bajos gruñidos y castañeteo de dientes. La llamada descendiente termina una nota más baja que la nota del comienzo. El trino, el cual suena como las llamadas ascendentes múltiples, donde se halla un sonido más largo, consta de múltiples notas variadas y es articulada como una llamada de alarma para comunicar a otras marmotas sobre el área desde donde puede acercarse el peligro, para regresar a sus madrigueras. Las hembras con crías tienen la responsabilidad de cuidar sus cría y otros parientes alrededor de la madriguera, y por lo tanto usan la voz de trino más a menudo que otras marmotas Olímpicas. Aunque las marmotas no están acostumbradas al contacto humano en un área segura, también pueden sonar un trino cuando ven a una persona, alertando a otras marmotas. En algunos sitios como el Hurricane Ridge, donde la vista de humanos es una ocurrencia frecuente, las marmotas no reconocerán la presencia humana en absoluto.
Las marmotas olímpicas también se comunican a través del sentido de olfato. Una glándula localizada en su mejilla expulsa sustancias químicas que son frotadas en lugares como arbustos y rocas, en los cuales pueden ser olidos por otras marmotas de esa área.

### Hibernación
Las marmotas olímpicas inician la hibernación en septiembre. Antes de hibernar, las marmotas traen a la madriguera comida o hierbas secas para el lecho. A veces a inicios de septiembre las marmotas se quedan en sus madrigueras por unos cuantos días consecutivos, saliendo únicamente para buscar alimento. Durante este periodo, no juegan a luchar o socializan con otras marmotas; se limitan a asomarse fuera y sentarse casualmente fuera de sus madrigueras. Las hembras que no han parido y los machos adultos frenan la actividad primero, ya que no necesitan almacenar tanta grasa por adelantado. Las hembras que tuvieron hijos, primales y jóvenes del año reducen su actividad unas cuantas semanas más tarde, porque deben obtener más peso. Las marmotas de una colonia hibernan en un solo espacio de la madriguera, el cual mantiene cerrado con barro. Los adultos emergen en mayo, y los jóvenes en junio. Las marmotas no comen durante la hibernación, así que tienen que almacenar grasa antes de la inactividad
Las marmotas olímpicas son "hibernadores profundos";  no pueden ser fácilmente despertados; su temperatura corporal baja a 4 °C (40 °F) y el ritmo cardíaco puede retrasarse a tres latidos por minuto. Las marmotas calientan sus cuerpos cada diez días. Las marmotas olímpicas pierden 50% de su masa corporal tras los siete u ocho meses de hibernación. La hibernación es el periodo más peligroso para la marmota Olímpica, ya que en años de nevada ligera, hasta el 50% de los jóvenes nacidos mueren de frío debido a la carencia del aislamiento proporcionado por una buena cubierta de nieve. Cuándo las Marmotas Olímpicas emergen al inicio de mayo, una gruesa cubierta de nieve gruesa esta aún presente, así que no están muy activas en este tiempo. A veces están tan desorientados después de despertar de la hibernación que tienen que volver a aprenderse los lugares de la colonia (los cuales están ahora cubiertos de nieve, lo que los oculta aún más); vagan alrededor sin rumbo hasta que encuentran sus madrigueras.

### Ciclo de vida
La marmota olímpica, junto a la marmota canosa, tiene el índice reproductivo más bajo de cualquier roedor. Una hembra de marmota olímpica tiene una camada de entre una y seis crías (con un promedio de 3,3) en años alternos. En un año dado, un tercio de las hembras tendrán una camada. La mitad de las crías mueren antes de la primavera, y aquellas que sobreviven a la primavera siguiente pueden comenzar su desarrollo sexual. Ambos géneros maduran sexualmente en tres años, pero las hembras generalmente no se reproducen hasta los cuatro. La marmota sale de la hibernación a principios de mayo, y entran en celo aproximadamente dos semanas más tarde. Después del fin de la hibernación, ambos géneros de marmota olímpica tratan juntarse con el sexo opuesto mediante rituales de cortejo. Las hembras que nunca han dado a luz a una camada tienden a ser más agresivas y a buscar pelea con los machos; en cambio, las hembras que ya han sido madres tienden a saludar a los machos frotando nariz con nariz o buscando el contacto genital con la nariz, con copulación posterior. Esta aproximación es más exitosa que la manera agresiva de la hembra que no tuvo cría, con un apareamiento de 11 a 20 días después de la hibernación. La relación entre un macho sexualmente maduro y la marmota olímpica hembra es poligínica; los machos tienden a procrear con tres o cuatro hembras en cada estación de apareamiento.
Aproximadamente cuatro semanas después de aparearse, la hembra da a luz a sus crías en una madriguera subterránea forrada con hierba. Los cachorros no pueden ver, carecen de pelaje y son de color rosado. Al principio, la cría no presenta ningún dimorfismo sexual. Un mes antes de que dejen la madriguera; alrededor del mismo tiempo, las crías empiezan a ser destetadas. Incluso después de que esté lista para emerger de ella, las crías viven a una estrecha proximidad de la madriguera, donde pueden ser encontradas persiguiéndose entre sí y jugando a pelearse. Unas semanas después de que haya salido de la madriguera, la cría es destetada y puede alimentarse por sí sola. Las marmotas olímpicas no son completamente independientes de sus madres hasta que cumplen los dos años de edad. Las crías de marmota hembra son extremadamente importantes para la población de marmotas. Si una hembra que esté criando muere puede tardar años en ser reemplazada: las marmotas normalmente se limitan a 6 cachorros en cada camada, la maduración y el periodo tardan bastante en llegar, y las marmotas necesitan mucho tiempo para alcanzar la madurez.

## Interacción con humanos

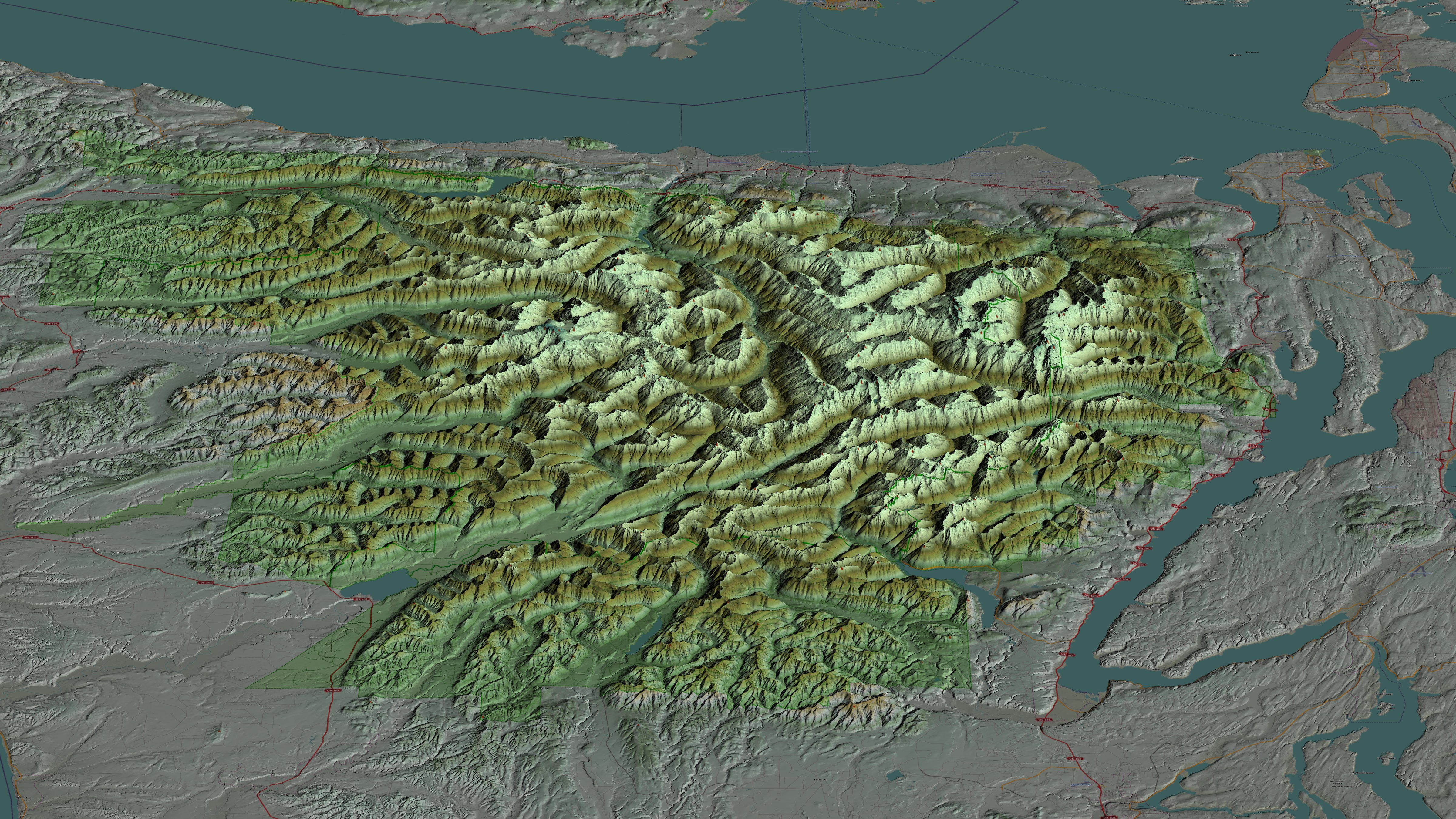
Mapa de relieve del Parque Nacional Olímpico, donde la marmota olímpica está protegida

La marmota olímpica es la segunda marmota norteamericana más rara, después de la marmota de Vancouver, que está en peligro crítico. Las marmotas fueron vistas por primera vez en la Península Olímpica en el año 1880. En 1960, David P. Barash llevó a cabo un estudio de tres años sobre las marmotas olímpicas con el que reportó que había una abundancia de ellas en las montañas. En 1989, se calculó que la población total de marmotas olímpicas era de solo 2000 aproximadamente, pero este número bajo se debió a pobre colección de datos. Hubo otros censos de población, pero no se mostró preocupación hasta fines de los 90, cuando surgieron preocupaciones acerca del estado de población.
Los guardabosques y los visitantes frecuentes del Parque Nacional Olímpico habían notado que algunas poblaciones de marmotas olímpicas habían desaparecido de sus hábitats habituales. En respuesta a esto, la Universidad de Míchigan inició un estudio de población en 2002, en el que la población de marmotas continuó declinando aproximadamente un 10% cada año hasta 2006. La depredación por parte de los coyotes, que no habían estado presentes en el área antes del siglo XX, fue descubierta como la causa principal de muerte de las hembras, impidiendo así la repoblación. Hacia 2006, las cifras habían caído a 1.000 individuos; sin embargo, los números aumentaron hasta alrededor de 4.000 de 2007 a 2010, cuando las colonias se estabilizaron y los índices de supervivencia aumentaron. En 2010, algunos voluntarios empezaron a recoger y guardar acerca de las poblaciones de marmota en el parque a través de un programa de control. La marmota olímpica ha sido considerada una especie de menos preocupación en la IUCN Lista Roja, desde su inclusión en 1996. Su área de distribución es pequeña, pero el 90% de su hábitat total está protegido por estar en el Parque Nacional Olímpico. El parque, el cual contiene múltiples especies, ha sido designado una Reserva de Biosfera de la UNESCO y un Sitio de Patrimonio Mundial. La ley estatal declara que la Marmota Olímpica es una especie de fauna protegida y no puede ser cazada.
Las marmotas olímpicas son fácilmente afectadas por los cambios de clima debido a su sensibilidad a las variaciones en el hábitat. Cuando los prados del Parque Nacional Olímpico se secaron, las marmotas que residían allí murieron o se trasladaron. A largo plazo, los prados pueden ser sustituidos por bosques. El cambio de clima alterará la cantidad, la composición y la calidad del alimento de las marmotas. Las marmotas olímpicas pueden volverse más vulnerables a depredadores cuando las temperaturas diurnas aumentan lo demasiado alto como para buscar comida, haciéndolos salir en los anocheceres más frescos, cuándo los depredadores son más difíciles de notar. En inviernos menos fríos, hay más depredación por coyotes. Las marmotas se vuelven más accesibles a los coyotes ya que la menor altura de los bancos de nieve permite a los coyotes moverse más arriba en las montañas donde las marmotas moran, áreas que no podrían alcanzar normalmente durante un invierno frío mediano. El cambio climático también podría tener efectos positivos: un clima más tibio aceleraría la maduración sexual de las marmotas, con lo que criarían más a menudo.
En 2009, la marmota olímpica fue designada como símbolo estatal de Washington, pasando a ser el mamífero endémico oficial. El gobernador Chris Gregoire presentó el proyecto de ley nº5071, siendo el resultado de un esfuerzo de dos años realizado por el cuarto y quinto grado de la Escuela Elemental Wedgwood en Seattle. El alumnado investigó los hábitos de la marmota, convenció a los legisladores y  contrarrestó los argumentos de dos partidos políticos que se oponían a la existencia de otro símbolo estatal.